# Malojaroslavec
Malojaroslavec (ruski: Малоярославец) je grad u Kaluškoj oblasti (Središnji savezni okrug, Rusija). Nalazi se na desnoj oblai rijeke Luže (porječje rijeke Oke), 121 km jugozapadno od Moskve i 61 km sjeveroisočno od Kaluge. 
Broj stanovnika:
- 1970.:  21.200
- 2002::  31.606 (2002.)

Malojaroslavec je osnovan u drugom dijelu 14. stoljeća. Dao ga je osnovati knez Vladimir Andrejevič Serpuhovski i imenovao Jaroslavec prema svom sinu Jaroslavu. 
1485. godine, grad je pripojila Moskovska kneževina i preimenovala ga u Malojaroslavec za razlikovati ga od Jaroslavlja. 
Za vrijeme rata s Napoleonom, bitka kod Malojaroslavca se odvijala blizu ovog grada 12.(24.) listopada 1812. godine. U spomen na bitku je podignuta prostrana katedrala kod Crnootočkog konventa (ruski: Nikolajev-Čjornoostrovskij konvent) u Malojaroslavcu 1843. godine. 
Mnoštvo žestokih bitaka je bilo vođeno blizu Malojaroslavca tijekom drugog svjetskog rata, odnosno za vrijeme moskovske bitke 1941. – 1942. Treći Reich je zauzeo grad 18. listopada 1941., a oslobodila ga je Crvena armija 02. siječnja 1942. godine. 